# Phytomyza silai
Phytomyza silai är en tvåvingeart som beskrevs av Erich Martin Hering 1935. Phytomyza silai ingår i släktet Phytomyza och familjen minerarflugor. Inga underarter finns listade i Catalogue of Life.